# Combate de Miraflores (1831)
El combate de Miraflores fue un enfrentamiento militar librado el 16 de octubre de 1831, durante la segunda guerra civil en el interior, entre federales mandados por el coronel Juan de Dios Bargas y unitarios del coronel mayor (general) Gregorio Aráoz de Lamadrid, finalizando con la victoria de los segundos.

## Antecedentes
El 22 de febrero de 1831, el coronel federal Tomás Brizuela inició una revolución que derrocó al gobernador unitario de la provincia de La Rioja, coronel Domingo Eugenio Villafañe. Al mismo tiempo, el comandante Hipólito Tello se apoderaba de Famatina y se ponía a las órdenes de Brizuela. Durante el gobierno unitario en la provincia, Brizuela se refugió en las breñas y montes de Tama, así que debió establecer contacto con el comandante general y caudillo federal riojano, brigadier Juan Facundo Quiroga, quien después de su victoria en Rodeo de Chacón se hizo con la provincia de Mendoza el 28 de marzo.
El 17 de marzo, el gobernador unitario de la provincia de San Juan, teniente coronel Hipólito Pastoriza, salió a enfrentar a Quiroga y delegó el mando a su ministro Joaquín Godoy. Sin embargo, al saber de la derrota unitaria en Rodeo de Chacón, escribió a Godoy avisándole que iría al oasis de Zonda con los suyos para cruzar la cordillera de los Andes. El 3 de abril Godoy abandonaba el gobierno ante un movimiento revolucionario y era electo de forma interina José Tomás Albarracín. El 15 de abril los sanjuaninos rompían oficialmente su alianza con la Liga Unitaria. Pastoriza, Godoy y muchos otros se refugiaron en Chile. Quiroga dejó su cuartel general en Mendoza y se dirigió a San Juan, fusilando en Posito al sargento mayor Riveros -comandante de parque de Mendoza- y al teniente coronel Nicomedes Castro, quienes habían sido enviados a las lagunas de Guanacache a combatir montoneras gauchas. El teniente coronel fue sorprendido por Quiroga y capturado mientras su compañía de batallón N.° 2, formada por veteranos negros de las campañas del Brasil y Córdoba, fue destruida.
La ofensiva continuó en la vecina provincia de Catamarca, gobernaba el unitario Miguel Díaz de la Peña. Iba encabezada por el coronel mayor Marcos Antonio Figueroa y su hijo, el coronel de milicias Felipe Figueroa. El 31 de mayo, las tropas federales del coronel Felipe Figueroa vencieron al coronel mayor José Ignacio de Gorriti, quien defendía el fuerte Andalgalá con 270 salteños. Figueroa consiguió dispersarlos, muriendo 5 unitarios y capturándose algunos prisioneros, armas y caballos. Posteriormente, el 14 de junio, a orillas del río Colorado, cerca de Tinogasta, venció a las unitarias del coronel Fermín Aguirre (o Felipe Aguirre); los vencidos padecieron 300 muertos, heridos y prisioneros, incluyendo al propio Aguirre, quien fue fusilado en el campo de batalla. En respuesta, Díaz de la Peña hizo fusilar a Ezequiel Figueroa, tío de Marcos Antonio Figueroa y líder de la oposición federal en la provincia. El 3 de agosto, en Belén, los unitarios tucumanos del coronel Albarracín fueron vencidos por el coronel federal Juan Eusebio Balboa.
El 22 de agosto, La Rioja fue invadida por dos columnas unitarias que sumaban 1000 plazas al mando del coronel mayor Gregorio Aráoz de Lamadrid y coroneles Santiago Albarracín y Lorenzo Barcala, este último apodado “el Negro”. El coronel mayor Marcos Antonio Figueroa organizó guerrillas para resistir a la ofensiva exitosamente. El 8 de septiembre, cerca del fuerte Andalgalá el capitán Eleuterio Díaz con milicias de la Villa de Pomán venció a la partida unitaria del teniente coronel N. San Román, tomando armas, corazas, municiones, caballos y ganado. El 11 de septiembre, el capitán Díaz, a su regreso a Pomán venció al comandante N. Avellaneda. Ese mismo día, Villafañe, el gobernador unitario de La Rioja, fue vencido en Amilgancho por los comandantes Julián Cuenca y Ángel Vicente Peñaloza dejando 2 muertos y 32 prisioneros incluyendo los oficiales José María Martínez y Juan Bautista Correa; sólo escaparon Villafañe con su asistente.
Con las tropas reclutadas en San Juan y La Rioja, el coronel federal Juan de Dios Bargas salió de la capital riojana el 14 de septiembre para acabar con las fuerzas unitarias que quedaban en Villa Mazán y Trampas-Hachas. El 27 de septiembre, su vanguardia a las órdenes de los comandantes Julián Cuenca y Nazario Benavides venció y capturó al sargento mayor Juan José Guesi en Miraflores; el sargento fue fusilado tres días después. El plan es que debía avanzar hacia San Miguel de Tucumán en coordinación con el gobernador de la provincia de Santiago del Estero, coronel mayor Juan Felipe Ibarra, quien acampó en Río Hondo el 5 de agosto, punto intermedio entre Catamarca, Tucumán y El Tala. Sin embargo, los unitarios lograron vencerlos por separado. Ibarra fue vencido en esa localidad por el coronel mayor unitario Javier López –inspector general del ejército y comandante general de la caballería– el 20 de octubre, después de reorganizar las fuerzas unitarias en la provincia de Tucumán.
En tanto, Lamadrid se enteró de que la vanguardia federal se había apoderado de la vecina Catamarca y partió hacia allí, a ayudar a los unitarios locales. El avance de los federales había sido fulminante y depusieron sin problemas a unitario Díaz de la Peña. El 27 de octubre, se supervisó a una nueva legislatura que eligió gobernador a Marcos Antonio Figueroa, mientras su hijo Felipe era nombrado comandante general de la provincia. Díaz de la Peña, perseguido, se vio obligado a huir en búsqueda del ejército unitario.

## Combate
Existen dudas sobre el resultado y la fecha de la batalla, así como si hubo una o dos en el mismo lugar. En sus Memorias Lamadrid afirma que su victoria ocurrió en el atardecer del 16 de octubre. Sin embargo, en su parte oficial, Bargas señala que hubo un combate en Miraflores en la madrugada del 27 de ese mes donde sus lugartenientes, Cuenca y Benavides, vencieron a Guesi, matando a 18 unitarios y capturando a 22 prisioneros, 61 lanzas, 20 tercerolas y algunos sables. El documento fue dirigido desde «Coneta, campamento en marcha», lo que indica que la vanguardia federal siguió avanzando a San Fernando del Valle de Catamarca. Ante esta discrepancia, el historiador Ramón Torres Molina propone que pudieron ser dos batallas diferentes sucedidas en el mismo lugar. Siguiendo esta lógica, los federales dispersos que estaban cerca de San Fernando del Valle el 28 de octubre no eran los soldados vencidos por Lamadrid, sino los vencedores de Guesi cuyas avanzadillas se acercaban a la ciudad. Ese enfrentamiento sería una de las escaramuzas que menciona Lamadrid sin ahondar en detalles por ser una derrota.
Lamadrid aprovechó de hacer un rodeo por el sur de Tucumán y unir fuerzas con Díaz de la Peña; juntos avanzaron sobre San Fernando del Valle, venciendo a algunas guerrillas y forzando a la vanguardia federal a emprender la retira para unirse con Quiroga. El jefe unitario se decidió a aniquilar esa columna enemiga mandada por el coronel Juan de Dios Bargas al atardecer del 16 de octubre, Lamadrid, acompañado del exgobernador Miguel Díaz de la Peña, el coronel Mariano Acha y el comandante Wenceslao Paunero, consigue darle alcance.
En sus Memorias, el jefe unitario Lamadrid afirma que los federales eran 200 soldados y eran un tercio más numerosos que los unitarios. En sus propias Memorias, Domingo Arrieta, oficial del brigadier unitario José María Paz, afirma que Bargas mandaba 1800 soldados seguidos de cerca por Quiroga con el grueso del ejército. Sosa de Newton acepta la superioridad numérica de los federales sin dar cifras, mientras que Frías sostenía que los unitarios eran más numerosos. En cambio, Zinny afirma que Bargas contaba con 1300 riojanos y sanjuaninos al inicio de su campaña.
Lamadrid decidió atacar por el centro con la infantería, mientras que Acha y 50 coraceros cargarían por la izquierda y el exgobernador quedaría con una reserva formada por un escuadrón de voluntarios y su escolta personal. La carga unitaria fue feroz, pero uno de sus escuadrones fue rechazado y perseguido; el exgobernador consiguió reorganizarlo y liderar un exitoso contraataque con esa unidad y la reserva, siendo el bautismo de fuego de Díaz de la Peña. A las 22:00 horas el combate había acabado con una victoria total para Lamadrid, quien a esas horas recibió una carta del gobernador Alvarado, ordenándole retirarse al norte para unir fuerzas; el jefe unitario juzgó prudente hacerle caso.
El unitario Arrieta afirmaba que todos los soldados que acompañaban a Bargas fueron aniquilados. Muchas décadas después, Lamadrid criticó a Sarmiento por omitir su triunfo en Miraflores en sus obras, pero el historiador David Peña opinaba: «El mísero triunfo de Miraflores de La Madrid sobre Bargas no tiene mayor mérito, y bien hizo Sarmiento en no consignarlo, a pesar de las exigencias del interesado».

## Consecuencias
Esta victoria sobre la vanguardia federal dio nuevos ánimos a Lamadrid. Ordenó la concentración de sus fuerzas en El Tala para detener a Quiroga: a la columna venida desde Catamarca bajo su mando personal, a las venidas desde Santiago del Estero a las órdenes del coronel Castro y a las reclutadas en San Miguel de Tucumán por el coronel mayor Javier López. En el campo federal, la derrota de Bargas e Ibarra obligó a Quiroga a intervenir personalmente con el grueso de su ejército; en sus propias palabras afirma que: «La derrota que sufrió el finado Coronel Bargas y General Ibarra me causaron mucho mal, tanto por las caballadas que perdió el primero, cuanto por la precisión en que me vi de redoblar mis marchas obligar al enemigo a una batalla antes de que saliese del territorio de Catamarca».
El general unitario seguía en Catamarca cuando fue sorprendido por la rápida venida de Quiroga, quien no le dio tiempo de reunir a las milicias locales, debiendo abandonarlas y retirarse a San Miguel, adonde llegó seis días más tarde, siempre seguido de cerca por el riojano. Con esa retirada, abandonaba su plan de dar batalla en El Tala.